# لوسيو إسبانيا
لوسيو إسبانيا (بالإسبانية: Lucio España) هو لاعب كرة قدم كولومبي في مركز الدفاع، ولد في 29 أكتوبر 1971 في كولومبيا، وتوفي في 2 يونيو 2005 في Jamundí ‏ في كولومبيا. لعب مع أتلتيكو جونيور وأتلتيكو ناسيونال وأتليتيكو بوكارامانغا وديبورتيس كوينديو وديبورتيفو بيريرا.